# 廿日市市立廿日市中学校
廿日市市立廿日市中学校（はつかいちしりつはつかいちちゅうがっこう）は、広島県廿日市市桜尾三丁目にある公立中学校。

## 沿革
- 1947年（昭和22年） - 学制改革に伴い、廿日市町立廿日市中学校の設立認可。廿日市工業高校（現・広島県立廿日市高等学校）内に開校。

## 校区
- 廿日市市立廿日市小学校の校区
  - 駅前、大東、可愛、佐方本町、桜尾一丁目、桜尾二丁目、桜尾三丁目、桜尾本町、下平良一丁目、下平良二丁目、須賀、住吉一丁目、住吉二丁目、天神、廿日市一丁目、廿日市二丁目、本町、木材港北、木材港南

## 部活動

### 運動部
- 陸上部
- バレー部
- バスケットボール部（男子）
- バスケットボール部（女子）
- ソフトテニス部
- 卓球部
- 野球部
- サッカー部
- 剣道部
- 柔道部

### 文化部
- 吹奏楽部
- 茶道部
- 美術部
- 情報科学部
- 放送部
- ESS部

## アクセス
- JR山陽本線 廿日市駅下車
- 広島電鉄宮島線 山陽女学園前駅下車